# Мазива
Мазива или лубриканти су материјaли посебних триболошких својстава које се користе за смањење трења између покретних дијелова машина који су у контакту. Уз ову основну намјену имају и друга својства: хлађење, апсорпција топлоте, прикупљање нечистоће, заштита од корозије, и заптивање зазора између тарних површина.
Блиску, али посебну групу производа чине антикорозивна средства и одмашчивачи који се користе за конзервацију и чишћење мотора, машина, оружја, металних и других материјала.

## Развој
У најстарије старо доба су коришћена природна мазива попут животињских масти, биљњих уља, смола и др. кад је уочено да се њиховом употребом смањује трење и хабање додирних површина. Средином 19. вијека је дошло до знатног развоја индустрије и почело је стварање мазива бољих особина од природних. Првобитна индустријска мазива су се добијала од базних уља која су на нафтној основи ( минерална мазива) , а касније су почела да се производе и мазива добијена из вештачких- лабораторијски добијених базних уља (синтетичка мазива). Како су се развијали сами машински склопови, машине, опрема, транспорта средства и др. тако се и идустрија мазива развијала пратећи све веће захтеве специфичности машинских склопова и самих радних услова. Велике брзине рада, високе и ниске температуре, повећана оптерећења, специфични и агресивни радни услови итд.
Данас разликујемо следеће врсте мазива :
- мазива уља ( по саставу су базно уље + адитиви + крута мазива ( по потреби))
- мазиве масти ( по саству су базно уље + угушчивач + адитиви + крута мазива ( по потреби))
- пасте - мазиве , монтажно-демонтажне, против зарибавања, заптивне ( по саставу су базно уље + адитиви+ крута мазива)
- воскови и парафини за подмазивање ( ређе се примењују)
- клизни лакови ( трајни подмазујући премази)

## Подјела
По поријеклу базног уља, који је основа сваког мазива, могу бити : 
- минерална ( добијају се из нафте основе), у ову групу се могу сврстати и парафинска, с обзиром да се и она добијају као најфинија фракција нафтних деривата.
- синтетичка ( вештачка), добијају се лабораторијски из етилена. А по врсти синтетичког уља могу бити : ПАО ( поли алфа олеинска) , СХЦ ( синтетички угљоводоници), ПГ/ПАГ ( поли-гликоли /поли-алкилен-гликоли), Е ( естри), силиконска уља и ПФПЕ ( поли-флуор поли-етер).
- биљна ( углавном на бази уљане репице), врло су лимитираних мазивих карактеристике, али им је примена на местима где је неминован директан контакт са прехрамбеним производом.
- биополимери ( производи још увек у развоју)[2]

По агрегатном стању могу бити текућа (уља и уљне емулзије), получврста ( политекуће масти) и чврста ( масти и пасте). 
Мазива уља, која су најважнија група мазива, деле се према примени на: 
| моторна                     | турбинска                               | за вакум пумпе                                      | за каљење           |
| траснсмисиона (мењачка)     | за циркулационе системе и алатне машине | електроизолациона (трафо уља)                       | за клизне стазе     |
| хидраулична                 | за пренос топлоте                       | процесна уља                                        | за пнеуматске алате |
| редукторска                 | за ланце                                | средства за хлађење и подмазивање при обради метала | за гасне моторе     |
| компресорска                | за калупе и оплате                      | резна уља                                           | за електроерозију   |
| универзална уља за тракторе | флуиди за кочионе системе               | за железничке локомотиве                            | специјална уља      |

## Аналитика мазива
Особине мазива су одређене особинама базних уља, адитива, угушчивача и крутих мазива које се додају као саставни део.
Све особине се могу поделити на :

#### физичке
Густина, вискозност, идекс вискозности, тачка паљења, тачка течења, емулзивне особине, конзистенција и др.

#### хемијске
оксидациона стабилност, термичка стабилност, водоотпорне особине, неутрализациони број, садржај воде, сапонификациони број и др.

#### ескплоатационе особине
ЕП својства, отпорност на хабање( тест 4 кугле), отпорност мазивог филма (Timken тест), антихабајућа својства код зупчаника (FZG тест) и др. 